# Юшкин (хутор)
Юшкин — хутор в Азовском районе Ростовской области.
Входит в состав Маргаритовского сельского поселения.

## География
Расположен в 55 км (по дорогам) юго-западнее районного центра — города Азова.
Хутор находится на правом берегу реки Мокрая Чубурка.

### Улицы
- ул. Заречная
- ул. Демьяна Бедного
- ул. Речная
- ул. Садовая
- ул. Солнечная

## История
Примерно к середине XIX века вниз по течению реки Мокрая Чубурка выходцами из села Александровка были основаны хутора Нижняя Козинка и Юшкин.
Точной даты возникновения хутора Юшкин установить пока не удалось. Однако, сохранилась запись в метрической книге Благовещенской церкви села Маргаритово за 1869 год о регистрации смерти ребёнка на хуторе Юшкин. Выписка гласит: «Похоронен 13 декабря Екатеринославской губернии (ныне город Днепропетровск) села Николаевки государственного крестьянина Тихона Дмитриева Калашникова сын Алексей, 3 года. Погребение совершил священник Михаил Немчинов с дьяконом Николаем Горюновым и пономарем Иоанном Горюновым на кладбище хутора Юшкина на Донской земле». Следовательно, если существовал погост, существовал и хутор.
Вначале были два хутора Юшкиных: Юшкин Александровский и Юшкин Михайловский. По всей видимости, они были основаны братьями Александром и Михаилом. Юшкин Александровский к концу XIX века стал называться Юшкин.
В Алфавитном списке селений Войска Донского 1915 года приводятся следующие сведения о хуторе Юшкин:

Юшкин — хутор на частновладельческой земле при реке Мокрой Чубурке, число дворов 52, земли 1089 десятин, число жителей мужского пола 191 душа, женского пола 170 душ…(всего 361 душа). От Новочеркасска 140 верст, от Ростова 95, от Ново-Маргаритовской почтовой станции 8 вёрст.

В 1920 году население Юшкина увеличилось и составляло уже 731 человек.

## Население
| 1989 | 2002 | 2010 |
| ---- | ---- | ---- |
| 46   | ↘29  | ↘25  |